# Eleni Foureira
Eleni Foureira (grekiska: Ελένη Φουρέιρα), ursprungligen Entela Fureraj, född 7 mars 1987 i Fier i Albanien, är en albansk-grekisk sångerska och modedesigner som bor och verkar i Grekland. Hon representerade Cypern i Eurovision Song Contest 2018 i Portugals huvudstad Lissabon där hon slutade på en andra plats med den svenskskrivna låten "Fuego".

## Karriär

### Tidig karriär
Foureira föddes i Fier i västra Albanien som dotter till Kristaq och Marjeta Fureraj, vilka kom från de albanska städerna Fier och Vlora. Innan hon inledde sin sångkarriär var hon intresserad av att göra karriär som modedesigner likt hennes mor. Hon växte upp i kommunen Kallithea utanför Greklands huvudstad Aten. Redan i tidig ålder började hon spela gitarr och teater. Innan hon startade sin solokarriär var hon medlem i musikgruppen Mystique. Under inledningen av sin karriär hävdade Foureira att hennes familj kom från Mexiko och Brasilien i Sydamerika.
2007 inledde hon sin musikaliska karriär som en av medlemmarna i tjejgruppen Mystique. Gruppen släppte sitt debutalbum 2007 och följde upp med ännu ett album 2008 genom Universal Music. Gruppen splittrades 2010 och samtidigt upptog Foureira sin solokarriär.

### Solokarriär (2010–idag)
2010 deltog hon i Greklands uttagning till Eurovision Song Contest 2010 tillsammans med Manos Pyrovolakis med låten "Kivotos tou Noe". De slutade i den nationella finalen på andra plats efter segrande Giorgos Alkaios & Friends med låten "Opa".
I maj 2010 framträdde hon i grekiska Mad Video Music Awards med en grekisk version av låten "Chica Bomb" tillsammans med Dan Balan.  I november samma år deltog hon i välgörenhetsprogrammet "Just the 2 of us" tillsammans med Panagiotis Petrakis och vann första pris. I december 2010 släppte hon sitt självbetitlade debutalbum Eleni Foureira som en månad senare hade sålt platina.
Hon framträdde för andra året i rad vid Mad Video Music Awards 2011 med låten "Play With Me" i en grekisk version. Hon vann vid galan även pris för bästa nya artist och årets sexigaste videoklipp. I september samma år höll hon konserter tillsammans med Sakis Rouvas och Tamta i Thessaloniki. 2012 framförde hon vid Mad Video Music Awards med låten "Fotia" tillsammans med NEVMA. 2012 släppte Foureira även sitt andra album, med titeln Ti poniro mou zitas.
Vid Greklands nationella uttagning till Eurovision Song Contest 2013 framförde hon en cover av Ruslanas vinnarlåt "Wild Dances" tillsammans med Ruslana.
2014 släppte hon sitt tredje album som fick titeln Anemos agapis. Vid Mad Video Music Awards 2015 framförde hon en grekisk version av Israels bidrag i Eurovision Song Contest 2015 "Golden Boy" med titeln "Sto theo me pai".
2016 gjorde hon ett försök att representera Grekland i Eurovision Song Contest 2016 med låten "Come Tiki Tam" som avslogs av det nationella TV-bolaget Ellinikí Radiphonía Tileórassi. Inför Eurovision Song Contest 2017 avslogs hennes deltagande igen.
I februari 2018 bekräftade CyBC att Foureira skulle representera Cypern i Eurovision Song Contest 2018 med låten "Fuego". Låten är skriven av den svenske låtskrivaren Alexander Papaconstantinou, Anderz Wrethov, Geraldo Sandell, Viktor Svensson och Didrick. Hon tävlade i den första semifinalen och framförde bidraget som nittonde och sista akt. I semifinalen slutade Cypern på andra plats och gick därmed vidare till final. I finalen slogs Foureira av Israels Netta, och slutade på andra plats vilket var första gången som Cypern slutat i topp tre i tävlingen. Placeringen är landets bästa sedan debuten.

## Privatliv

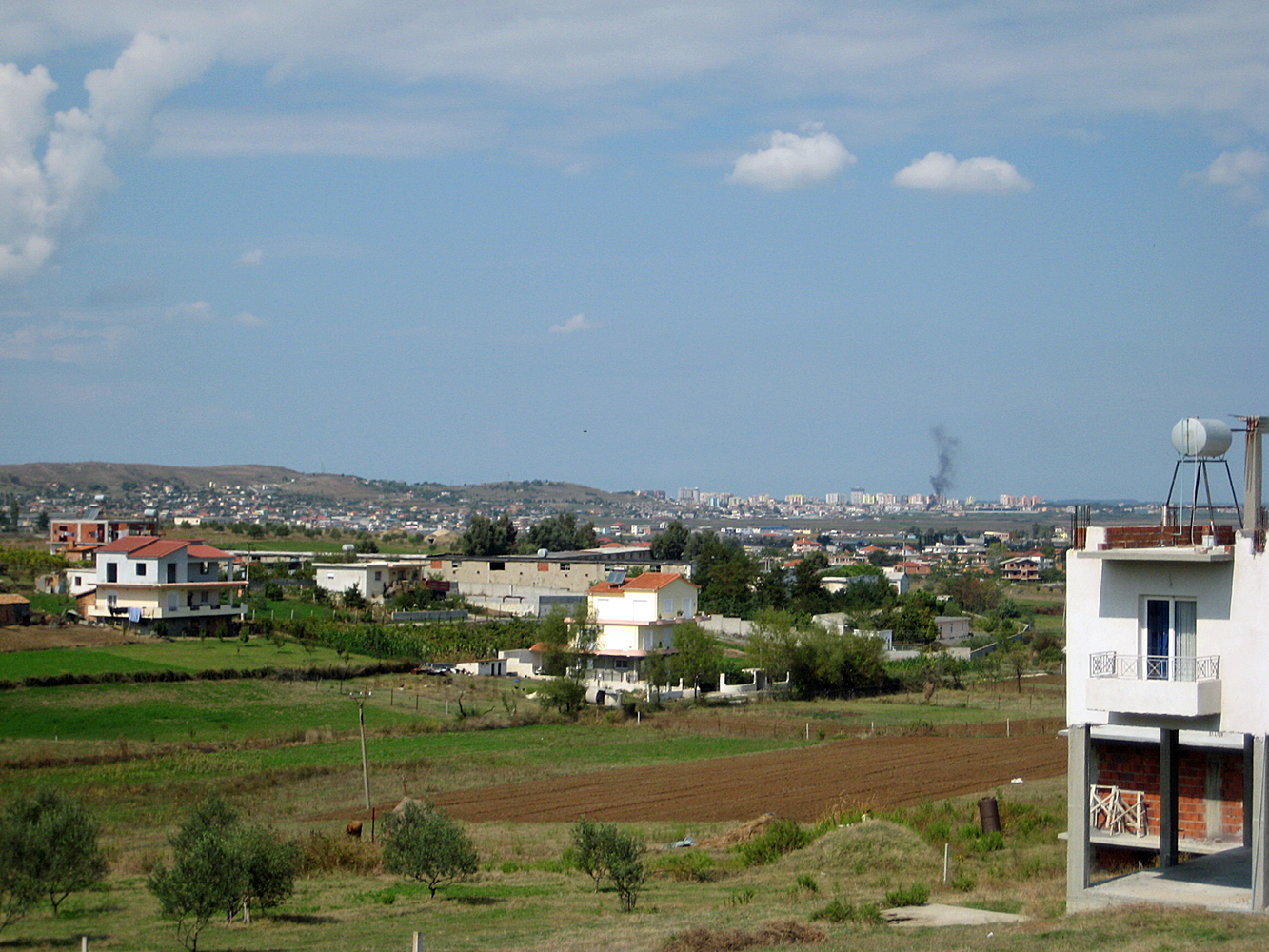
Eleni Foureiras födelseort, Fier.

Eleni Foureira föddes i Albanien och växte upp utanför Aten i Grekland. Hennes privatliv har ofta spekulerats i Grekland. När hon var medlem i gruppen Mystique sade hon sig härstamma från Brasilien. I intervjuer brukade hon hävda att hennes far kom från Aten och hennes mor från Ioannina. Hennes efternamn menade hon härstammade från Mexiko. När hon 2010 skickat in papper för att erhålla grekiskt medborgarskap späddes spekulationerna på ytterligare. 2013 avslöjade dock media att Foureira föddes i Albanien till albanska föräldrar med namnet Entela Fureraj. 2014 valde hon själv att bekräfta sitt albanska påbrå. Hon sade samtidigt till media att anledningen till att hon inte avslöjat sin identitet var på grund av rasismen mot albaner i Grekland och att hon kanske inte skulle ha fått rollen som sångare i gruppen Mystique om hon hade meddelat att hon kom från Albanien. Andreas Giatrakos, som värvade medlemmar till gruppen, hävdade dock att han uppmanat Foureira till att vara stolt över sitt ursprung.
Foureira har sedan 2016 ett förhållande med den spanska fotbollsspelaren Alberto Botía.

## Diskografi

### Album
- 2010 – Eleni Foureira
- 2012 – Ti poniro mou zitas
- 2014 – Anemos agapis
- 2017 – Vasilissa
- 2022 – Poli_Ploki

### Singlar (urval)
- 2011 – "Simadia" (feat. Panagiotis Petrakis)
- 2011 – "Reggaeton"
- 2012 – "Fotia" (feat. NEVMA)
- 2013 – "Radevou stin paralia" (feat. Marios Brasil)
- 2015 – "Ladies"
- 2015 – "Sto theo me pai" (cover av Nadav Guedjs "Golden Boy")
- 2015 – "Pio dinata"
- 2016 – "Delicious"
- 2017 – "Vasilissa"
- 2018 – "Fuego"
- 2018 – "Caramela"
- 2018 – "Tómame"
- 2019 – "Triumph"
- 2019 - ”Sirens”